# Рас-ель-Айн (мінтака)
Рас-ель-Айн (араб. منطقة رأس العين) — мінтака, адміністративний район у Сирії, входить до складу провінції Хасеке. Адміністративний центр — місто Рас-ель-Айн.
Адміністративно поділяється на 2 нохії.